# تشارلز كولستاد
تشارلز كولستاد (بالإنجليزية: Charles Kolstad)‏ هو اقتصادي أمريكي، ولد في 1948.